# 金森一向一揆之戰
織田信長在元龜2年（1571年）9月攻打近江國金森一向一揆與淺井氏的戰事，最後織田信長獲勝，金森一向一揆投降。

## 背景
為了對抗織田信長，元龜元年（1570年）時近江一向一揆便聯合敗給織田家後逃往伊賀的六角義賢，趁著織田信長跟朝倉義景、淺井長政在比叡山對峙時（志賀之陣），在甲賀口的三雲氏居城菩提寺城集結兵力兵力據說達到1萬5千人，結果反遭到木下藤吉郎跟丹羽長秀擊潰，斬殺敵軍2千人，更殺死一揆首領照光房。
隨後北近江大名淺井長政透過本願寺顯如與近江方面的一向一揆聯合在元龜2年（1571年）5月發兵攻打織田家的鎌刃城，結果遭到織田家臣木下藤吉郎擊破，同時織田信長在進攻長島一向一揆時戰敗。

## 戰況
在8月時織田信長率領5萬兵馬，先進入橫山城，在淺井家的小谷城周邊放火，織田信長以柴田勝家跟佐久間信盛領4萬人攻城卻未能攻陷，因此織田軍決定退回橫山城。淺井長政看織田軍退卻，與淺井井規、淺井政元率2千兵力從後追擊，與織田信長安排的殿軍柴田勝家、原田直政交鋒，並順利擊潰原田直政的部隊，但淺井長政後續將柴田軍逼至劣勢時，柴田勝家親自持槍領軍突擊，三度衝鋒下反將淺井軍擊潰，淺井長政退往雲雀山
同月28日時進入丹羽長秀的佐和山城，包圍一向一揆進駐的淺井家城池志村城跟小川城，在城池周邊放火。
９月１日時織田信長命令佐久間信盛、中川重政、柴田勝家、丹羽長秀四將攻打志村城，織田軍團團包圍城池四周，攻破城壁後殺入城內，斬首670多人攻陷志村城，城主志村資則與兒子資良戰敗後逃往駿河國。織田軍隨後轉往猛攻隣近的小川城主，城主小川祐忠驚懼下向織田家獻出人質表示投降，也獲得織田信長的允許。
織田信長領軍在常樂寺停留，在９月３日時發兵攻打近江一向一揆的大本營金森城，金森城主川那邊秀政為鞏固城防，在三宅強化防備，安排小南眾在三宅、金森之間鎮守。
織田軍包圍金森城後，強行割取城方田裡的農作物，並在四方道路設置鹿垣完全封鎖金森城的對外交通，城中的一向一揆終選擇交出人質表示投降，也獲得了織田信長同意，戰中因為前田家臣村井長賴奮進有功，獲織田信長賜與南蠻笠。